# Styford
Styford var en civil parish 1866–1955 när det uppgick i Bywell, i grevskapet Northumberland i England. Civil parish var belägen 9 km från Hexham och hade 58 invånare år 1951.